# Luyện thép

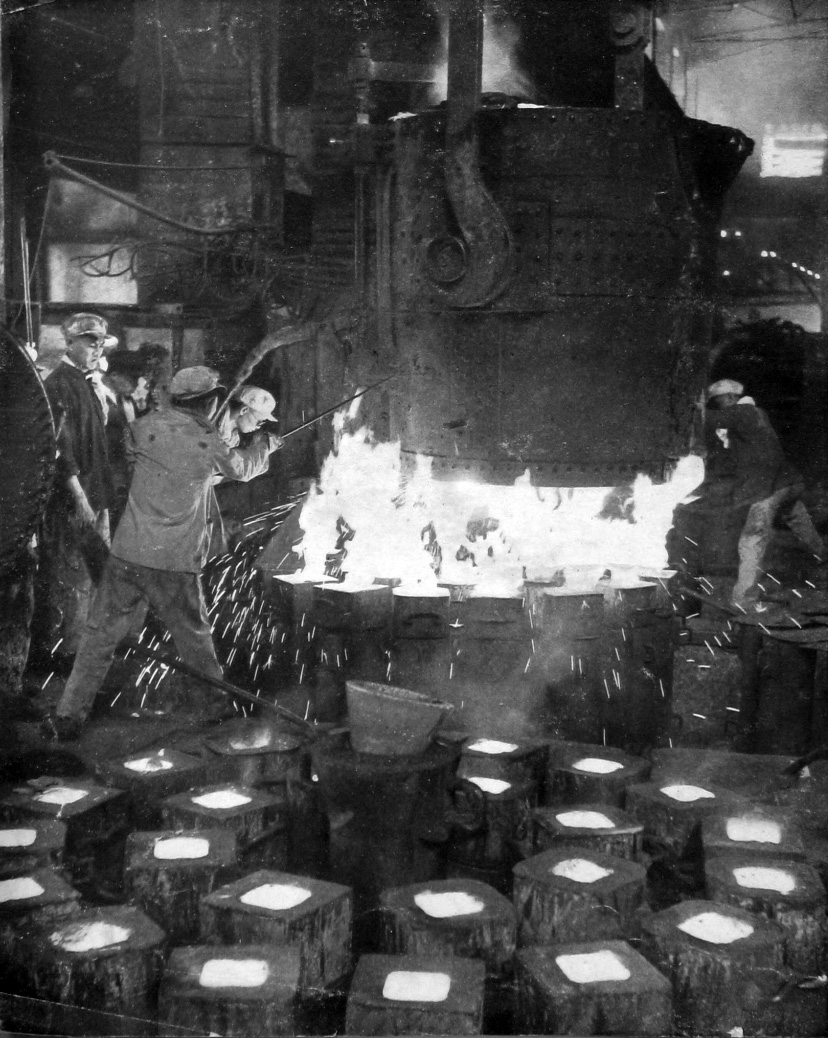
Hình chụp về một công đoạn luyện thép

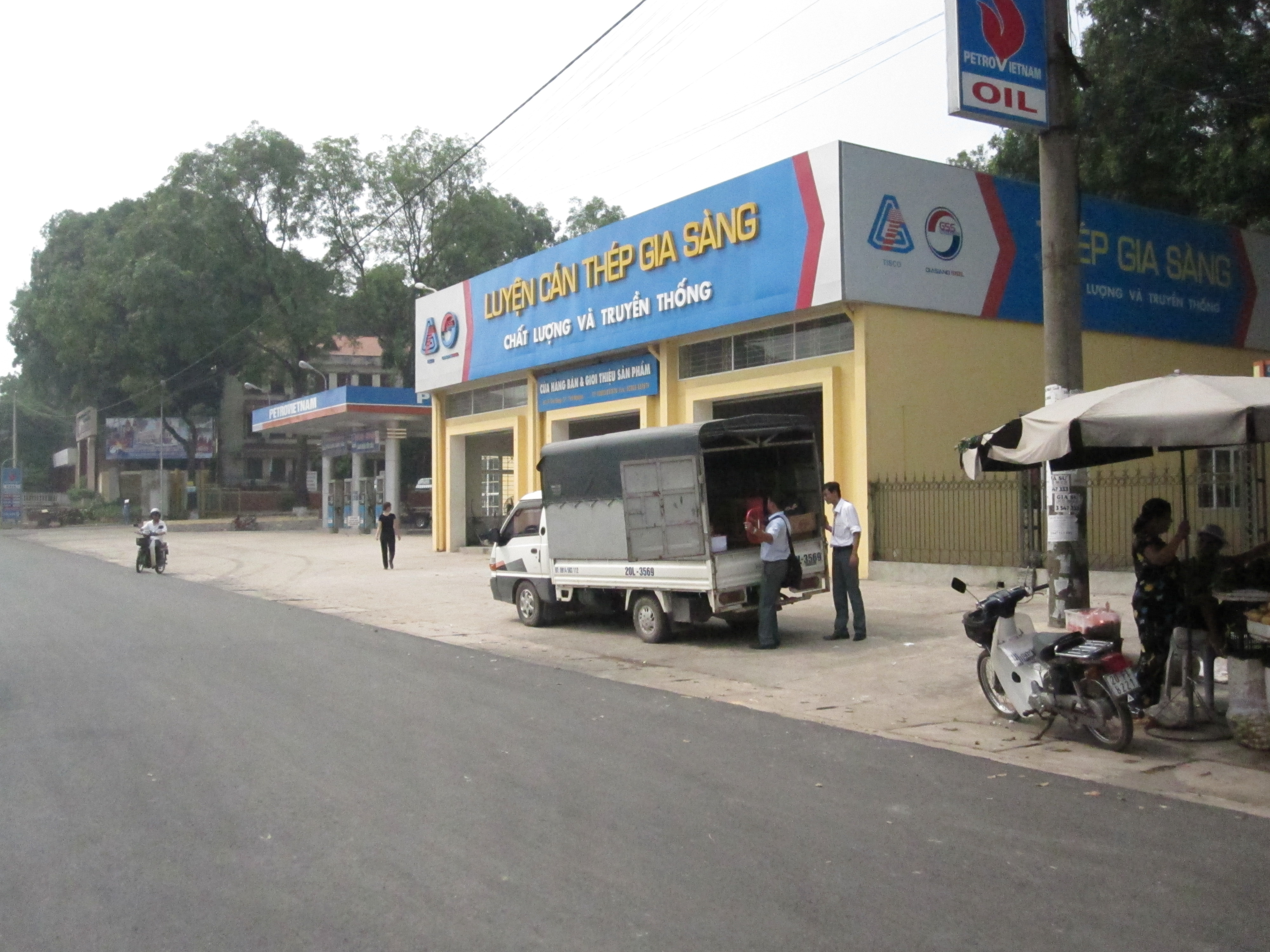
Một cơ sở luyện cán thép nhỏ lẻ ở Thái Nguyên

Luyện thép (Steelmaking) hay còn gọi là tôi thép là quá trình sản xuất thép từ quặng sắt cũng như phế liệu. Trong quá trình sản xuất thép thì tạp chất như nitơ, silicon, phốt pho, lưu huỳnh và cacbon dư thừa (tạp chất quan trọng nhất) sẽ được loại bỏ khỏi sắt, và các nguyên tố hợp kim như mangan, niken, crom, cacbon và vanadi được thêm vào để sản xuất cấp thép khác nhau. Sản xuất thép đã tồn tại trong hàng thiên niên kỷ, nhưng không được thương mại hóa ở quy mô đại trà cho đến giữa thế kỷ XIX. Sản xuất thép là một trong những ngành công nghiệp phát thải carbon nhiều nhất trên thế giới. Tính đến năm 2020, sản xuất thép chịu trách nhiệm cho khoảng 10% phát thải khí nhà kính. Để giảm thiểu sự nóng lên toàn cầu, ngành công nghiệp này sẽ cần phải tìm ra cách giảm đáng kể lượng khí thải. Vào cuối thế kỷ XIX và đầu thế kỷ XX, nhà máy thép lớn nhất thế giới là nhà máy thép Barrow Hematite Steel Company ở Barrow-in-Furness, Vương quốc Anh. Ngày nay, nhà máy thép lớn nhất thế giới là của POSCO ở Gwangyang, Hàn Quốc công suất 23 triệu tấn/năm.

## Đại cương
Sản xuất thép chủ yếu được sử dụng lò Bessemer, lò Martin để luyện thép. Thổi khí oxi qua lò đựng gang nóng chảy ở nhiệt độ cao. Khí oxi oxy hóa một số kim loại trong gang như Cu, Zn, Si, S.... Sản phẩm thu là thép. Lưu trình trên đây là lưu trình đi từ quặng sắt qua lò cao thành gang lỏng và qua lò thổi (lò chuyển, lò oxy kiềm BOF) để thành thép. Ngoài ra còn có một vài lưu trình khác mà đáng chú ý là lưu trình từ quặng sắt và thép phế liệu được hoàn nguyên trực tiếp (DRI) thành sắt xốp sau đó vào lò hồ quang điện để ra thép. Kể từ khi quy trình Bessemer được phát minh (sử dụng lò chuyển BOF cho phép tinh luyện thép), các nhà máy thép đã thay thế các nhà máy luyện gang. Những phương pháp mới để sản xuất thép xuất hiện sau đó là nấu thép từ phế liệu bằng hồ quang điện hay gần đây là sắt hoàn nguyên trực tiếp Direct Reduced Iron-DRI. 
Một quá trình sản xuất thép cổ xưa là quy trình nấu chảy. Vào những năm 1850 và 1860, quy trình Bessemer và lò luyện hở (quy trình Siemens-Martin) đã làm cho sản xuất thép thành một ngành công nghiệp nặng. Ngày nay, có hai quy trình thương mại chính để sản xuất thép, cụ thể là sản xuất thép oxy cơ bản, sử dụng gang lỏng từ lò cao và thép phế liệu làm nguyên liệu chính, và sản xuất thép lò hồ quang điện (EAF), sử dụng thép phế liệu hoặc sắt khử trực tiếp (DRI) làm nguyên liệu chính. Sản xuất thép oxy chủ yếu được thúc đẩy bởi bản chất tỏa nhiệt của các phản ứng bên trong bình; ngược lại, trong sản xuất thép EAF, năng lượng điện được sử dụng để làm tan chảy phế liệu rắn và/hoặc vật liệu DRI. Trong thời gian gần đây, công nghệ sản xuất thép EAF đã phát triển gần hơn với sản xuất thép oxy khi có nhiều năng lượng hóa học hơn được đưa vào quy trình. 